# حذف دی اکسید کربن

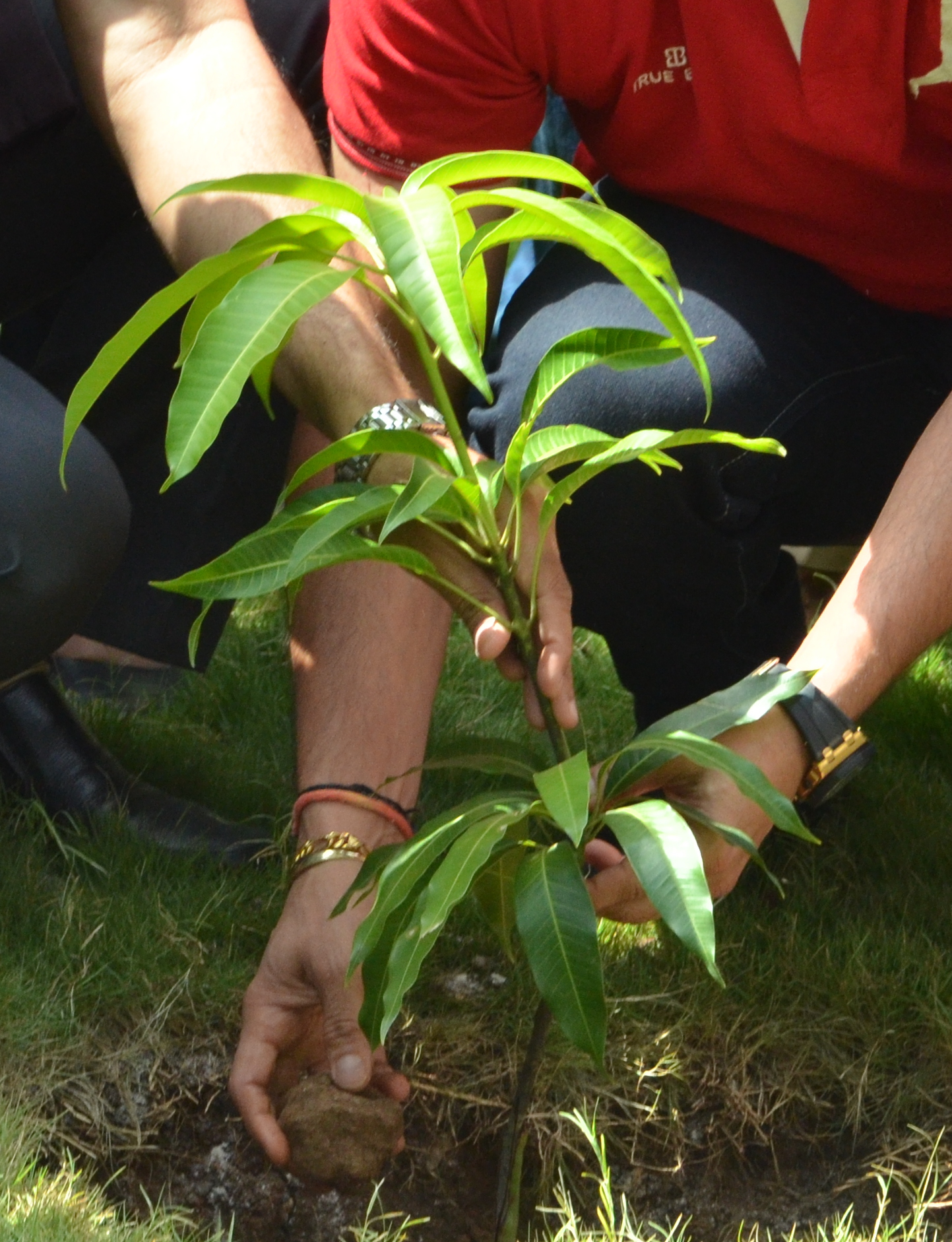
کاشت درختان یک روش طبیعی برای حذف دی اکسید کربن از جو است؛ با این حال، این اثر ممکن است در برخی موارد فقط موقتی باشد.

حذف دی‌اکسید کربن (CDR) فرآیندی است که طی آن دی‌اکسید کربن (CO₂) از جو توسط فعالیت‌های عمدی انسانی حذف شده و به‌طور پایدار در مخازن زمین‌شناسی، زمینی یا اقیانوسی، یا در محصولات ذخیره می‌شود. این فرایند همچنین با نام‌های حذف کربن، حذف گازهای گلخانه‌ای یا انتشار منفی شناخته می‌شود.
CDR به‌طور فزاینده‌ای در سیاست‌های اقلیمی به‌عنوان بخشی از استراتژی‌های کاهش تغییرات اقلیمی ادغام می‌شود. دستیابی به انتشار خالص صفر ابتدا نیازمند کاهش‌های عمیق و پایدار در انتشار گازهای گلخانه‌ای است و سپس، علاوه بر آن، استفاده از CDR ضروری خواهد بود («CDR همان چیزی است که خالص را در انتشار خالص صفر قرار می‌دهد»).
در آینده، CDR ممکن است بتواند انتشارهایی را که از نظر فنی حذف آن‌ها دشوار است، مانند برخی انتشارهای کشاورزی و صنعتی، جبران کند.
CDR شامل روش‌هایی است که در خشکی یا در سیستم‌های آبی اجرا می‌شوند. روش‌های مبتنی بر خشکی شامل جنگل‌کاری، احیای جنگل‌ها، شیوه‌های کشاورزی که کربن را در خاک ذخیره می‌کنند (کشاورزی کربنی)، انرژی زیستی همراه با جذب و ذخیره‌سازی کربن (BECCS) و جذب مستقیم هوا همراه با ذخیره‌سازی هستند.
همچنین روش‌های CDR وجود دارند که از اقیانوس‌ها و سایر منابع آبی استفاده می‌کنند. این روش‌ها شامل بارورسازی اقیانوس، افزایش قلیاییت اقیانوس، احیای تالاب‌ها و رویکردهای کربن آبی هستند.
برای ارزیابی میزان انتشار منفی که یک فرایند خاص به دست می‌آورد، باید یک تحلیل دقیق انجام شود. این تحلیل شامل بررسی چرخه عمر و «پایش، گزارش‌دهی و تأیید» (MRV) کل فرایند است.
جذب و ذخیره‌سازی کربن (CCS) به‌عنوان CDR در نظر گرفته نمی‌شود، زیرا CCS میزان دی‌اکسید کربن موجود در جو را کاهش نمی‌دهد.
تا سال ۲۰۲۳، تخمین زده می‌شود که CDR سالانه حدود ۲ گیگاتن دی‌اکسید کربن را از جو حذف کند. این مقدار معادل حدود ۴٪ از گازهای گلخانه‌ای منتشرشده سالانه توسط فعالیت‌های انسانی است.
پتانسیل حذف و ذخیره‌سازی تا ۱۰ گیگاتن دی‌اکسید کربن در سال وجود دارد، مشروط بر اینکه روش‌های CDR که در حال حاضر به‌طور ایمن و اقتصادی قابل اجرا هستند، مورد استفاده قرار گیرند.
با این حال، تعیین مقدار دقیق دی‌اکسید کربن حذف‌شده از جو توسط CDR دشوار است.

## تعریف
حذف دی‌اکسید کربن (CDR) طبق تعریف IPCC به این صورت است: «فعالیت‌های انسانی که دی‌اکسید کربن را از جو حذف کرده و به‌طور پایدار در مخازن زمین‌شناسی، زمینی یا اقیانوسی، یا در محصولات ذخیره می‌کنند. این فرایند شامل تقویت زیست‌شیمیایی یا زیستی موجود و بالقوه توسط انسان و جذب مستقیم هوا همراه با ذخیره‌سازی است، اما جذب طبیعی CO₂ که مستقیماً ناشی از فعالیت‌های انسانی نیست را شامل نمی‌شود.»
مترادف‌های حذف دی‌اکسید کربن (CDR) شامل حذف گازهای گلخانه‌ای (GGR)، فناوری انتشار منفی و حذف کربن هستند. فناوری‌هایی برای حذف گازهای گلخانه‌ای غیر CO₂ مانند متان از جو پیشنهاد شده‌اند، اما در حال حاضر تنها حذف دی‌اکسید کربن در مقیاس وسیع امکان‌پذیر است؛ بنابراین، در بیشتر موارد، حذف گازهای گلخانه‌ای به معنای حذف دی‌اکسید کربن است.
اصطلاح مهندسی زمین (یا مهندسی اقلیم) گاهی در متون علمی برای هر دو مفهوم حذف دی‌اکسید کربن (CDR) و مدیریت تابش خورشیدی (SRM) به کار می‌رود، در صورتی که این تکنیک‌ها در مقیاس جهانی استفاده شوند.
با این حال، این اصطلاحات دیگر در گزارش‌های IPCC استفاده نمی‌شوند.

## دسته‌بندی‌ها
روش‌های حذف دی‌اکسید کربن (CDR) را می‌توان بر اساس معیارهای مختلف در دسته‌های متفاوتی قرار داد. این دسته‌بندی‌ها ممکن است شامل روش‌های مبتنی بر طبیعت، روش‌های مهندسی‌شده، و راهکارهای ترکیبی باشند. هر یک از این روش‌ها دارای مزایا و چالش‌های خاص خود هستند و میزان تأثیرگذاری آن‌ها بر کاهش دی‌اکسید کربن متفاوت است.
- نقش در چرخه کربن (زیست‌شناسی مبتنی بر خشکی؛ زیست‌شناسی مبتنی بر اقیانوس؛ ژئوشیمیایی؛ شیمیایی)؛ یا
- مقیاس زمانی ذخیره‌سازی (دهه‌ها تا قرن‌ها؛ قرن‌ها تا هزاره‌ها؛ هزار سال یا بیشتر)

### مفاهیم با استفاده از اصطلاحات مشابه
حذف دی‌اکسید کربن (CDR) ممکن است با جذب و ذخیره‌سازی کربن (CCS) اشتباه گرفته شود. CCS فرآیندی است که طی آن دی‌اکسید کربن از منابع نقطه‌ای مانند نیروگاه‌های گازی جمع‌آوری می‌شود، جایی که دودکش‌های آن‌ها CO₂ را به‌صورت جریان متمرکز منتشر می‌کنند. سپس CO₂ فشرده شده و ذخیره یا مورد استفاده قرار می‌گیرد.
هنگامی که CCS برای ذخیره‌سازی کربن از یک نیروگاه گازی استفاده می‌شود، انتشار گازهای گلخانه‌ای ناشی از ادامه فعالیت منبع نقطه‌ای کاهش می‌یابد، اما مقدار دی‌اکسید کربن موجود در جو کاهش نمی‌یابد.

## نقش در کاهش تغییرات اقلیمی
استفاده از حذف دی‌اکسید کربن (CDR) نرخ کلی اضافه شدن دی‌اکسید کربن به جو توسط فعالیت‌های انسانی را کاهش می‌دهد. دمای سطح زمین تنها زمانی تثبیت خواهد شد که انتشار جهانی به سطح خالص صفر کاهش یابد، که این امر نیازمند تلاش‌های جدی برای کاهش انتشار و همچنین اجرای CDR است.
رسیدن به انتشار خالص صفر بدون CDR امکان‌پذیر نیست، زیرا برخی انواع انتشار از نظر فنی دشوار است که به‌طور کامل حذف شوند. انتشارهایی که حذف آن‌ها دشوار است شامل انتشار اکسید نیتروژن از کشاورزی، انتشار ناشی از حمل‌ونقل هوایی و برخی انتشارهای صنعتی می‌شود.
در استراتژی‌های کاهش تغییرات اقلیمی، استفاده از CDR برای جبران این انتشارها ضروری است.